# Кузнецово-Михайлівська сільська рада
| Кузнецово-Михайлівська сільська рада — орган місцевого самоврядування у Бойківському районі Донецької області з адміністративним центром у c. Кузнецово-Михайлівка. Сільській раді були підпорядковані населені пункти: - c. Кузнецово-Михайлівка - с. Котляревське |

## Склад ради
Рада складалася з 16 депутатів та голови.

## Керівний склад сільської ради
| ПІБ                         | Основні відомості                                                         | Дата обрання | Дата звільнення |
| --------------------------- | ------------------------------------------------------------------------- | ------------ | --------------- |
| Друшляк Ніна Василівна      | Сільський голова, 1956 року народження, освіта, позапартійна              | 26.03.2006   | 31.10.2010      |
| Друшляк Ніна Василівна      | Сільський голова, 1956 року народження, освіта вища, член Партії регіонів | 31.10.2010   | 09.09.2012      |
| Холодирьова Тетяна Іванівна | Сільський голова, 1963 року народження, освіта вища, член Партії регіонів | 09.09.2012   |                 |

Примітка: таблиця складена за даними джерела